# Alison (Name)
Alison ist ein – hauptsächlich im englischen und französischen Sprachraum verbreiteter – überwiegend weiblicher, manchmal auch männlicher Vorname, der selten auch als Familienname auftritt.

## Herkunft und Bedeutung
Beim Namen Alison handelt es sich um einen normannischen Diminutiv von Aalis, einer Variante von Alice.

## Verbreitung
Der Name Alison war im Mittelalter in England, Schottland und Frankreich geläufig. Im 16. Jahrhundert sank die Popularität des Namens in England stark, jedoch blieb der Name in Schottland erhalten und fand von dort ausgehend im 20. Jahrhundert wieder Einzug in England. Zum Ende des 20. Jahrhunderts hin, wurde der Name in England und Wales wieder seltener vergeben. Im Jahr 2001 verließ der die Top-500 der Vornamenscharts. Auch in Schottland sank in dieser Zeit die Popularität des Namens, jedoch blieb er beliebter als in England. So belegte er noch im Jahr 1998 Rang 90 der Hitliste.
In Irland war der Name vor allem ab dem Ende der 1980er Jahre bis in die 1990er Jahre hinein beliebt, erreichte jedoch nie eine Platzierung unter den 30 beliebtesten Mädchennamen. Seit 2007 zählt Alison dort nicht mehr zu den beliebtesten Mädchennamen.
In den USA war der Name von den 1970ern bis in die 1990er Jahre mäßig beliebt. Lediglich in den Jahren 1985 bis 1987 erreichte er Platzierungen unter den 100 meistgewählten Mädchennamen. In Kanada zählte er von 1970 bis 1994 zu den 100 beliebtesten Mädchennamen.
In Australien stieg die Popularität des Namens in den 1960er Jahren an. Erst ab der Mitte der 1980er Jahre sank die Popularität merklich. Im Jahr 1997 verließ der Name die Top-100 der Vornamenscharts. In Neuseeland nahm die Beliebtheit bereits in den 1920er Jahren zu. Bereits Ende der 1960er Jahre wurde der Name immer seltener vergeben. Seit 1980er zählt er nicht mehr zu den 100 beliebtesten Mädchennamen.
In Frankreich zählte Alison von 1991 bis 1999 zu den 100 meistgewählten Mädchennamen.
Der Name Alison ist in Brasilien fast ausschließlich als männlicher Vorname verbreitet. Dort war er vor allem in den 1980er und 1990er Jahren sehr beliebt.

## Varianten
- Englisch: Allison, Allyson, Alyson
  - Diminutiv: Ali, Allie, Ally
- Portugiesisch: Allyson, Alyson

Für weitere Varianten: siehe Adelheid#Varianten

## Namensträger

### Weiblich
- Alison Arngrim (* 1962), US-amerikanische Schauspielerin
- Alison Bai (* 1990), australische Tennisspielerin
- Alison Bales (* 1985), US-amerikanische Basketball-Spielerin
- Alison Balsom (* 1978), britische Trompeterin
- Alison Bechdel (* 1960), US-amerikanische Comic-Zeichnerin und Autorin
- Alison Becker (* 1977), US-amerikanische Schauspielerin
- Alison Bentley (1957–2023), britische Jazzsängerin
- Alison Branfield (* um 1945), neuseeländische Badmintonspielerin
- Alison Brimelow (* 1949), britische Beamtin und ehemalige Generaldirektorin und Comptroller General des britischen Patentamts
- Alison Brooks (* vor 1990), amerikanische Schauspielerin
- Alison Brooks (Architektin) (* 1962), kanadisch-britische Architektin
- Alison Brown (* 1962), US-amerikanische Banjospielerin und Gitarristin
- Alison Browner (* 1957), irische Mezzosopranistin
- Alison Carnwath (* 1953), britische Unternehmerin
- Alison Croggon (* 1962), australische Schriftstellerin und Theaterkritikerin
- Alison Daysmith (* 1945), kanadische Badmintonspielerin
- Alison Des Forges (1942–2009), US-amerikanische Historikerin und Menschenrechtsaktivistin
- Alison Doody (* 1966), irische Schauspielerin
- Alison Eastwood (* 1972), US-amerikanische Schauspielerin, Regisseurin und Fotomodell
- Alison Elliott (* 1970), US-amerikanische Schauspielerin
- Alison Fanelli (* 1979), US-amerikanische Schauspielerin
- Alison Fulton (* um 1960), schottische Badmintonspielerin
- Alison Gold (* 2002), amerikanische Popsängerin
- Alison Goldfrapp (* 1966), britische Musikerin
- Alison Hagley (* 1961), britische Opernsängerin
- Alison Hargreaves (1962–1995), schottische Extrembergsteigerin
- Alison Harris, britische Schauspielerin
- Alison Humby (* 1972), englische Badmintonspielerin
- Allison Iraheta (* 1992), US-amerikanische Pop-Rocksängerin
- Alison Jackson (Fotografin) (* 1960), britische Fotografin und Videokünstlerin
- Alison Jackson (Radsportlerin) (* 1988), kanadische Radsportlerin
- Allison Janney (* 1959), US-amerikanische Schauspielerin
- Alison King (* 1973), britische Schauspielerin und ein Model
- Alison Knowles (* 1933), US-amerikanische Künstlerin der Fluxus-Bewegung
- Alison Korn (* 1970), kanadische Ruderin
- Alison Krauss (* 1971), US-amerikanische Sängerin, Fiddlespielerin und Musikproduzentin
- Alison Lapper (* 1965), britische Künstlerin
- Alison Lohman (* 1979), US-amerikanische Schauspielerin
- Alison Lurie (1926–2020), US-amerikanische Schriftstellerin und Literaturwissenschaftlerin
- Alison Mercer (* 1954), neuseeländische Zoologin und Hochschullehrerin
- Alison Mosshart (* 1978), US-amerikanische Musikerin
- Alison Moyet (* 1961), britische Sängerin
- Alison Mowbray (* 1971), britische Ruderin
- Alison „Ali“ Mueller, US-amerikanische Schauspielerin und Filmproduzentin
- Alison Powers (* 1979), ehemalige US-amerikanische Radrennfahrerin und alpine Skiläuferin
- Alison Pill (* 1985), kanadische Schauspielerin
- Alison Routledge (* 1960), neuseeländische Schauspielerin
- Alison Shanks (* 1982), ehemalige neuseeländische Radrennfahrerin
- Alison Smale (* 1955), britische Journalistin
- Alison Smithson (1928–1993), britische Architektin
- Alison Spedding (* 1962), britische Anthropologin und Autorin
- Alison Sudol (* 1984), US-amerikanische Sängerin und Pianistin
- Alison Sydor, OBC (* 1966), ehemalige kanadische Radsportlerin
- Alison Sweeney (* 1976), US-amerikanische Schauspielerin
- Alison Tierney (geb. vor 1976), britische Pflegetheoretikerin, Professorin und Chefredakteurin
- Alison Uttley (1884–1976), britische Schriftstellerin
- Alison Van Uytvanck (* 1994), belgische Tennisspielerin
- Alison Williamson (* 1971), britische Bogenschützin
- Alison Wolf (* 1949), britische Ökonomin

### Männlich
- William Alison Anders (1933–2024), US-Luftwaffenoffizier und Astronaut
- Alison Cerutti (* 1985), brasilianischer Beachvolleyballspieler
- Alison Dos Santos (* 2000), brasilianischer Leichtathlet (400 m Hürden)

### Künstlername
- Natalie Alison (* 1978), österreichische Schauspielerin

### Familienname
- Archibald Alison (Autor) (1757–1839), schottischer Priester, Philosoph und Essayist
- Archibald Alison, 1. Baronet (1792–1867), schottischer Jurist, Beamter und Historiker
- Archibald Alison, 2. Baronet (1826–1907), britischer General
- Archibald Alison, 3. Baronet (1862–1921), britischer Adliger
- Archibald Alison, 4. Baronet (1888–1967), britischer Adliger
- Charles Alison (1810–1872), britischer Diplomat
- Charles Hugh Alison (1882–1952), britischer Golfarchitekt
- Diezani Alison-Madueke (* 1960), nigerianische Politikerin
- Dorothy Alison (1925–1992), australische Theater-, Film- und Fernsehschauspielerin
- James Alison (* 1959), britischer römisch-katholischer Theologe, Priester und Autor
- William Pulteney Alison (1790–1859), schottischer Arzt und Sozialreformer